# Maryhill Museum of Art
Le Maryhill Museum of Art est un petit musée situé près de ce qui est maintenant la communauté de Maryhill dans l' État américain de Washington .

## Histoire
Le bâtiment était à l'origine conçue comme un manoir pour l'entrepreneur Samuel Hill (1857-1931) et a été dessiné par les architectes Hornblower et Marshall . Le nom Maryhill vient de l'épouse de Hill, fille de James J. Hill, un baron du Great Northern Railroad. Il était destiné à être utilisé comme une maison où ils pourraient divertir l'ami de l'école de Samuel Hill, le roi Albert Ier de Belgique . La construction est arrêtée lorsque l'Amérique entre dans la Première Guerre mondiale. 
Le bâtiment du musée inachevé a été consacré le 3 novembre 1926 par la reine Marie de Roumanie et a été ouvert au public le jour de l'anniversaire de Hill, le 13 mai 1940.
La première expansion physique du musée a été achevée lorsque l'aile Mary et Bruce Stevenson a été ouverte au public en mai 2012. Il comprend une place qui surplombe le fleuve Columbia, un centre éducatif, une suite de collections et un café.

## Collections
Les collections du musées comprennent :
- des sculptures et aquarelles en plâtre et en bronze d' Auguste Rodin, avec des versions de certaines de ses œuvres les plus importantes: Les Bourgeois de Calais, Le Penseur et des parties des Portes de l'Enfer .
- des peintures européennes et américaines, notamment des œuvres de William McGregor Paxton, RH Ives Gammell, William Stanley Haseltine, Frederic Leighton, 1er baron Leighton et Edwin Blashfield .
- De l'art amérindien, paniers et les perles de la région du plateau de Columbia ,
- Mannequins et répliques de décors du Théâtre de la Mode ,
- Plus de 300 jeux d'échecs du monde entier,
- des icônes orthodoxes orientales, dont certaines données par la reine Marie de Roumanie ,
- du mobilier de palais et objets personnels ayant appartenu à la reine Marie,
- des souvenirs associés à la danseuse Loïe Fuller ,
- de la verrerie art nouveau réalisée par Émile Gallé, René Lalique et autres,
- une exposition permanente sur la vie et les projets de Samuel Hill ,
- un parc de sculptures en plein air contenant plus d'une douzaine d'œuvres d'artistes du nord-ouest du Pacifique,
- la Maryhill Loops Road, la première route asphaltée de l'État de Washington (1911) et site du Maryhill Festival of Speed annuel - la seule course de la Coupe du monde de l'Association internationale des sports de gravité en Amérique du Nord.